# Lillington, Carolina de Nord
Lillington este un oraș în comitatul Harnett, statul Carolina de Nord Statele Unite ale Americii, fiind totodată și reședința acestui comitat. Populația era de 2.915 locuitori la recensământul din anul 2000.
1. ↑   https://www.nctreasurer.com/municipalities Lipsește sau este vid: |title= (ajutor)
2. ↑  2010 U.S. Gazetteer Files, accesat în 9 iulie 2020